# Skælskør Nor, Skælskør Fjord og Gammelsø
Skælskør Nor, Skælskør Fjord og Gammelsø este o arie protejată (arie de protecție specială avifaunistică — SPA) din Danemarca întinsă pe o suprafață de 2.523 ha, din care 26 % marine.

## Localizare
Centrul sitului Skælskør Nor, Skælskør Fjord og Gammelsø este situat la coordonatele 55°14′46″N 11°14′17″E / 55.246111°N 11.238056°E.

## Înființare
Situl Skælskør Nor, Skælskør Fjord og Gammelsø a fost declarat arie de protecție specială avifaunistică în mai 1983 pentru a proteja 12 specii de animale.

## Biodiversitate
Situată în ecoregiunile continentală și marină baltică, aria protejată nu include niciun habitat protejat.
La baza desemnării sitului se află mai multe specii protejate de  păsări (12): gâscă cenușie (Anser anser), rața moțată (Aythya fuligula), erete de stuf (Circus aeruginosus), erete vânăt (Circus cyaneus), lebădă de iarnă (Cygnus cygnus), lebădă de vară (Cygnus olor), șoim călător (Falco peregrinus), lișiță (Fulica atra), bătăuș (Philomachus pugnax), chiră mică (Sterna albifrons), chiră de baltă (Sterna hirundo), Sterna paradisaea.